# Пузирьова Ганна Лаврентіївна
Ганна Лаврентіївна Пузирьова (21 січня 1926 , Яровинська сільська рада, Уральська область  — 1 лютого 1984 , Пичугино (Варгашинський район), Курганська область ) — бригадир радгоспу «Варгашинський» Варгашинського району Курганської області. Герой Соціалістичної Праці (1966).

## Біографія
Народилася 21 січня 1926 року в селянській родині у селі Михайлівка Михайлівського сільради Лопатинського району Курганського округу Уральської області РРФСР. У 1926-27 рр .. 
Михайлівська сільрада увійшла до складу Батиревської сільради, яка у 1931-1935 рр. входила до Леб'яжівського району, в 1963-1964 рр. — до Леб'яжівського сільського району, а 28 червня 1965 року перейменована в Яровинську сільраду Половинського району Курганської області. Село Михайлівка нині не існує.
Після здобуття початкової освіти в рідному селі працювала у господарстві своїх батьків. З 1942 року працювала різноробочою на тваринницькій фермі Варгашинського насіннєвого радгоспу (згодом перейменований у Варгашинський зерновий радгосп, а потім у радгосп імені Пічугіна, нині ТОВ «Пічугіно») Варгашинського району. У 1947 році призначена бригадиром тваринників, пізніше — бригадиром дійного гурту та завідувачкою молочно-товарної ферми цього ж радгоспу.
Бригада Ганни Пузирьової за роки семирічки (1959-1965) збільшила надої молока від кожної фуражної корови з 2100 кілограм молока до 3500 кілограм. Указом Президії Верховної Ради СРСР від 22 березня 1966 року за досягнуті успіхи у розвитку тваринництва, збільшення виробництва і заготівель м'яса, молока, яєць, вовни та іншої продукції удостоєна звання Героя Соціалістичної Праці з врученням ордена Леніна і золотої медалі «Серп і Молот».
У 1968 році бригада Ганни Пузирьової удостоєна почесного звання «Бригада комуністичної праці». У наступні роки бригада домагалася високих показників по надою молока. У 1970 році отримано в середньому по 3100 кілограм молока, в 1971 році — 3145 кілограм, у 1972 році — 3166 кілограм.
Член КПРС, обиралася делегатом XXIII з'їзду КПРС.
Померла 1 лютого 1984 року.

## Нагороди
- Герой Соціалістичної Праці — указом Президії Верховної Ради СРСР від 22 березня 1966 року
  - Медаль «Серп і Молот»
  - Орден Леніна
- Ювілейна медаль «За доблесну працю. В ознаменування 100-річчя з дня народження Володимира Ілліча Леніна» — 1970 рік